# Comuna Dniprovokameanka, Verhnodniprovsk
Dniprovokameanka (în ucraineană Дніпровокам`янка) este o comună în raionul Verhnodniprovsk, regiunea Dnipropetrovsk, Ucraina, formată din satele Dniprovokameanka (reședința), Ivașkove, Kalujîne, Pavlivka și Suslivka.

## Demografie
Componența lingvistică a satului Dniprovokameanka
     Ucraineană (93,78%)
     Rusă (5,6%)
     Alte limbi (0,27%)
Conform recensământului din 2001, majoritatea populației satului Dniprovokameanka era vorbitoare de ucraineană (93,78%), existând în minoritate și vorbitori de rusă (5,6%).